# Marc Mundell
Marc Flynn Mundell (* 7. Juli 1983 in Pietermaritzburg) ist ein südafrikanischer Geher.
Im 50-km-Gehen kam er bei den Olympischen Spielen 2012 in London und bei den Leichtathletik-Weltmeisterschaften 2013 in Moskau jeweils auf Platz 31 und bei den Weltmeisterschaften 2015 in Peking auf Platz 33.

## Persönliche Bestzeiten
- 20 km Gehen: 1:26:19 h, 16. März 2014, Lugano
- 50 km Gehen: 3:55:32 h, 11. August 2012, London (Afrikarekord)